# Руска, Хельмут
Гельмут Руска (7 июня 1908, Гейдельберг — 30 августа 1973) — немецкий врач и микробиолог. Внес значительный вклад в изучение вирусов.

## Биография
После получения степени доктора медицины несколько лет работал врачом в больницах Гейдельберга и Берлина. В это время тесно сотрудничал со своим братом Эрнстом Руской и шурином Бодо фон Боррисом, работавшими исследователями в компании Siemens-Reiniger-Werke. От брата Хельмут получил представление о возможностях электронного микроскопа. С 1948 по 1951 год был профессором Берлинского университета. В 1952 году переехал в США, где работал микроморфологом в Департаменте здравоохранения штата Нью-Йорк в Олбани. В 1958 год вернулся в Германию в качестве профессора биофизики в Дюссельдорфском университете.
Был одним из первых биологов, изучавшим субмикроскопические структуры паразитов, бактериофагов и различных вирусов с помощью электронного микроскопа. В 1940-х годах опубликовал множество статей о своих исследованиях, в том числе, статью о применении электронного микроскопа для исследования вирусов (Die Bedeutung der Übermikroskopie für die Virusforschung).